# 宇都宮市立上河内東小学校
宇都宮市立上河内東小学校（うつのみやしりつ かみかわちひがししょうがっこう）は、栃木県宇都宮市にある公立小学校である。1887年に創設した下小倉尋常小学校がルーツで、上河内村を経て2007年3月の市町合併により現校名となった。

## 沿革
特記以外出典
- 1873年（明治6年）10月 - 下小倉の清水寺に有隣舎、上小倉の延寿寺に求道舎を創立[3]
- 1887年（明治20年）4月 - 両校を合併して下小倉尋常小学校とし、下小倉稲荷前に2階建て校舎新築し移転[4]
- 1891年（明治24年）5月 - 高等科（2年制）設置認可により絹島尋常高等小学校と校名改称[4]
- 1902年（明治35年）9月28日 - 未明の暴風雨で校舎全壊したので、延寿寺と清水寺を校舎として再利用
- 1904年（明治37年）9月 - 下小倉1392に校舎新築移転[4]、9月24日を創立記念日と定める[2]。上小倉結社の児童のうち1,2年生は延寿寺での教育を継続[5]。
- 1910年（明治43年）5月 - 分教場の必要性が生じ、大字上小倉中里536に校舎新築し北分教場開設[5]
- 1941年（昭和16年）4月 - 絹島村国民学校と改称
- 1947年（昭和22年）4月 - 6・3制移行により絹島村立絹島小学校と校名改称
- 1948年（昭和23年）4月 - 脱脂粉乳によるミルク給食開始[6]
- 1954年（昭和29年）3月 - 学校給食開始のため敷地内に製パン工場設置[7]
- 1955年（昭和30年）4月 - 羽黒村と絹島村の二村合併により上河内村立小倉小学校に校名改称[8]、北分教場は同校北分校に改称[9]、南分教場は同校芦沼分校に改称[4]
- 1960年（昭和35年）6月 - 建坪26坪給食調理室を新築[8]
- 1967年（昭和42年）4月 - 上河内村立小倉中学校跡地である現在地に移転、上河内村立東小学校と改称[3]
- 1971年（昭和46年）
  - 2月 体育館竣工
  - 8月 プール竣工
- 1972年（昭和47年）3月 - 芦沼分校を閉校
- 1994年（平成6年）7月 - 上河内村の町制施行により上河内町立東小学校に改称
- 1998年（平成10年）3月 - 上小倉分校を閉校（分校校舎は4月より上河内町公民館ひばり館として活用[10]）
- 2006年（平成18年）3月 - 屋内運動場完成[10]
- 2007年（平成19年）3月31日	- 上河内町が宇都宮市に編入合併したことにより宇都宮市立上河内東小学校に改称
- 2014年（平成16年）9月30日 - 旧上小倉分校校舎を活用していた上河内生涯学習センターひばり館閉館[11]

### 学校給食
1948年（昭和23年）4月より、脱脂粉乳を用いたミルク給食開始。昭和25年7月より国庫補助の小麦粉を用いて学校敷地にパン工場を新築してコッペパンを自校で焼き給食提供。昭和29年6月からは週3日（C型）の完全給食を開始した。この当時の給食に係る経費は1日10円であった。昭和32年に週4日（B型）となり、昭和33年には週5日制（A型）になり給食費は月額150円。翌昭和34年に週6日の完全給食となり給食費は240円となった。給食費の値上げや給食に対する理解と協力を得るため、給食野菜は保護者が計画的に栽培供給し、調理においても保護者が輪番制で協力する方式を取り入れたが、野菜生産と需要の供給調整が難しく3年ほどで取りやめられた。。長らくパン主食としていたが、米の生産過剰により昭和51年より週2回は米飯を導入。

### 分教場
南分教場
出典
- 1880年（明治11年）2月 - 下小倉有隣舎芦沼分舎として設立、大字芦沼1292番地に校舎新築CITEREF上河内村1986
- 1884年（明治15年）3月 - 河内郡第6番学区芦沼学校に校名変更
- 1885年（明治18年）6月 - 河内郡第11番学区芦沼分校と校名変更
- 1887年（明治20年）6月 - 河内郡第11番学区第一芦沼分教室に校名変更
- 1889年（明治22年）10月 - 下小倉尋常小学校第一芦沼分教室に校名変更
- 1892年（明治25年）7月 - 絹島尋常高等小学校南校に校名変更
- 1909年（明治42年）9月 - 絹島尋常高等小学校南分教場と校名変更。80人近い児童を4年生までの複式学級としていた
- 1934年（昭和9年）9月 - 西分教場を統合したが校名は引き続き南分教場とされた。旧分教場の中間地点となる芦沼2660の1に校舎を新築し移転。2年生までの分教場となった。
- 1947年（昭和22年）4月 - 絹島小学校南分校に校名変更[9]
- 1955年（昭和30年）4月 - 上河内村立小倉小学校芦沼分校に校名変更[9]

西分教場
出典
芦沼村西組は1872年（明治5年）の学制施行により白沢宿の修身舎の学区とされ、片道6kmの白沢宿まで通学していたが、遠路による障害も多く、学区住民は分室設置を1880年（明治13年）に請願した結果、請願が認められ学区も変更され下小倉有隣舎の分舎として容認された。
- 1883年（明治16年）4月 - 大字芦沼峰下3539に校舎新築し開校
- 1885年（明治18年）6月 - 河内郡第11番区第二芦沼分校と校名変更
- 1887年（明治20年）6月 - 河内郡第11番区第二芦沼分教室と校名変更
- 1889年（明治22年）10月 - 下小倉尋常小学校第二分教室と校名変更
- 1934年（昭和9年）9月 - 南分教場に統合され西分教場は廃校となった。

北分教場
1902年（明治35年）9月28日の暴風雨のため校舎が全壊し、清水寺と延寿寺を校舎として再利用していたが、2年後の新校舎完成後も上小倉結社の児童のうち1,2年生は延寿寺での教育を継続していた。
- 1910年（明治43年）5月 - 分教場の必要が生じ、学区を一部変更の上、大字上小倉中里536に校舎新築し北分教場開設[5]
- 1947年（昭和22年）4月 - 絹島小学校北分校に校名変更
- 1955年（昭和30年）4月 - 上河内村立小倉小学校北分校に校名変更、老朽化した校舎を改築[9]

## 通学区域
通学区域は以下の通りである。
- 宇都宮市
  - 芦沼町
  - 上小倉町
  - 下小倉町

## 進学先中学校
- 宇都宮市立上河内中学校

中学受験などを受け、宇都宮大学共同教育学部附属中学校や私立中学校へ進学する場合もある。

## 交通
- JR東日本宇都宮線氏家駅西口より徒歩約1時間10分（西へ約5km）。